# 落馬洲大橋
落馬洲大橋（香港英語：／中國大陸英語：），是一條連接香港落馬洲及中國大陸深圳皇崗的跨境大橋，位於深圳河之上。不设人行通道，必须乘车通过。

## 香港段
整條道路屬於禁區，除了領有以下證件的汽車及人士外，均嚴禁進入，違者將會被檢控。
- 邊境封閉道路通行許可證（汽車專用）
- 邊境禁區通行證（市民專用）
- 持有前往中國大陸的有效旅遊證件的人士

## 深圳段
整段屬於口岸連接道路，如無口岸通行證均嚴禁進入。

## 速度限制
香港段時速限制是每小時50公里，深圳段時速限制是每小時40公里。

## 特殊設施
於深圳段的落馬洲大橋，設有大閘及檢查崗。

## 景色

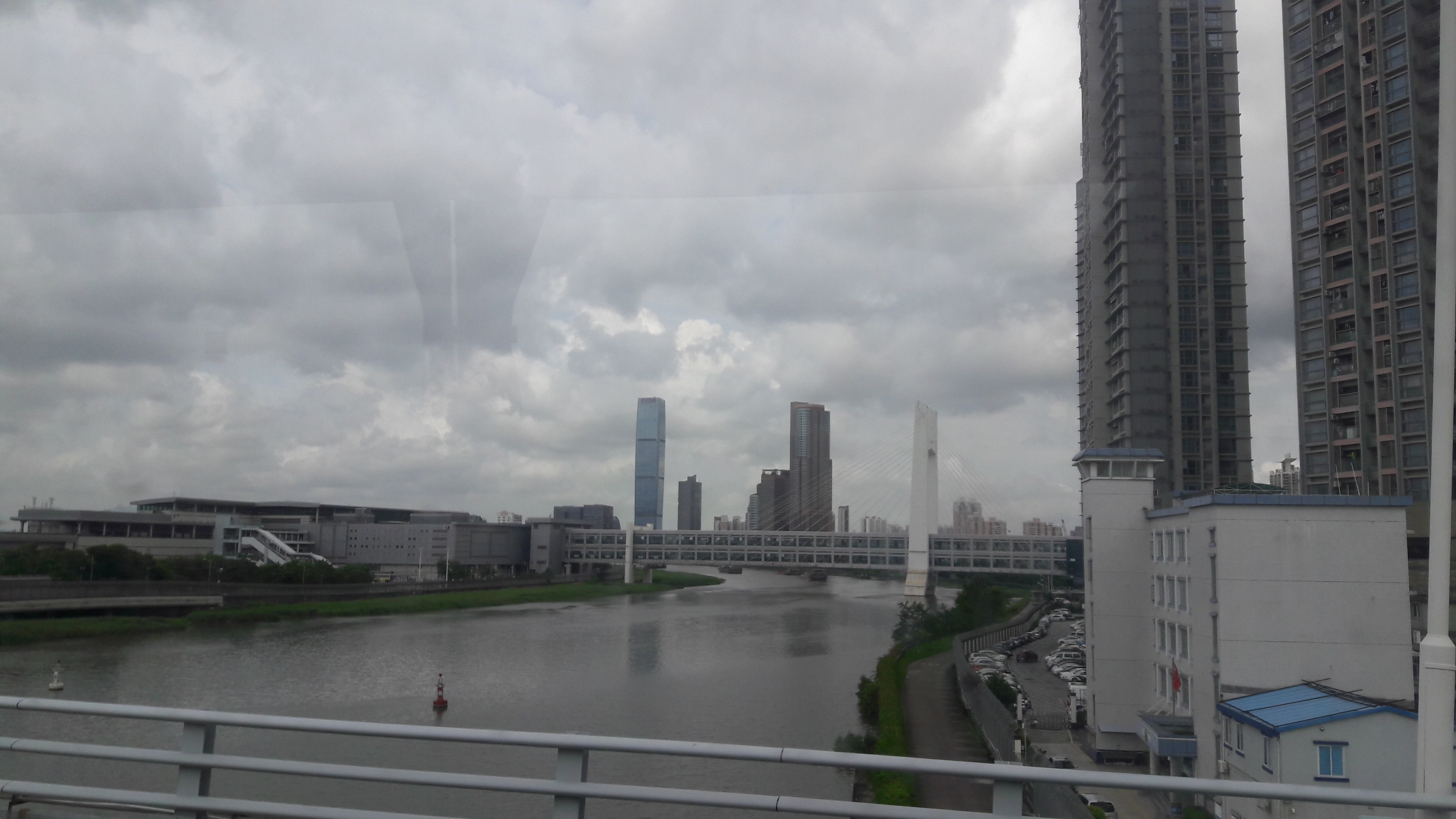
在落馬洲大橋上望向福田口岸
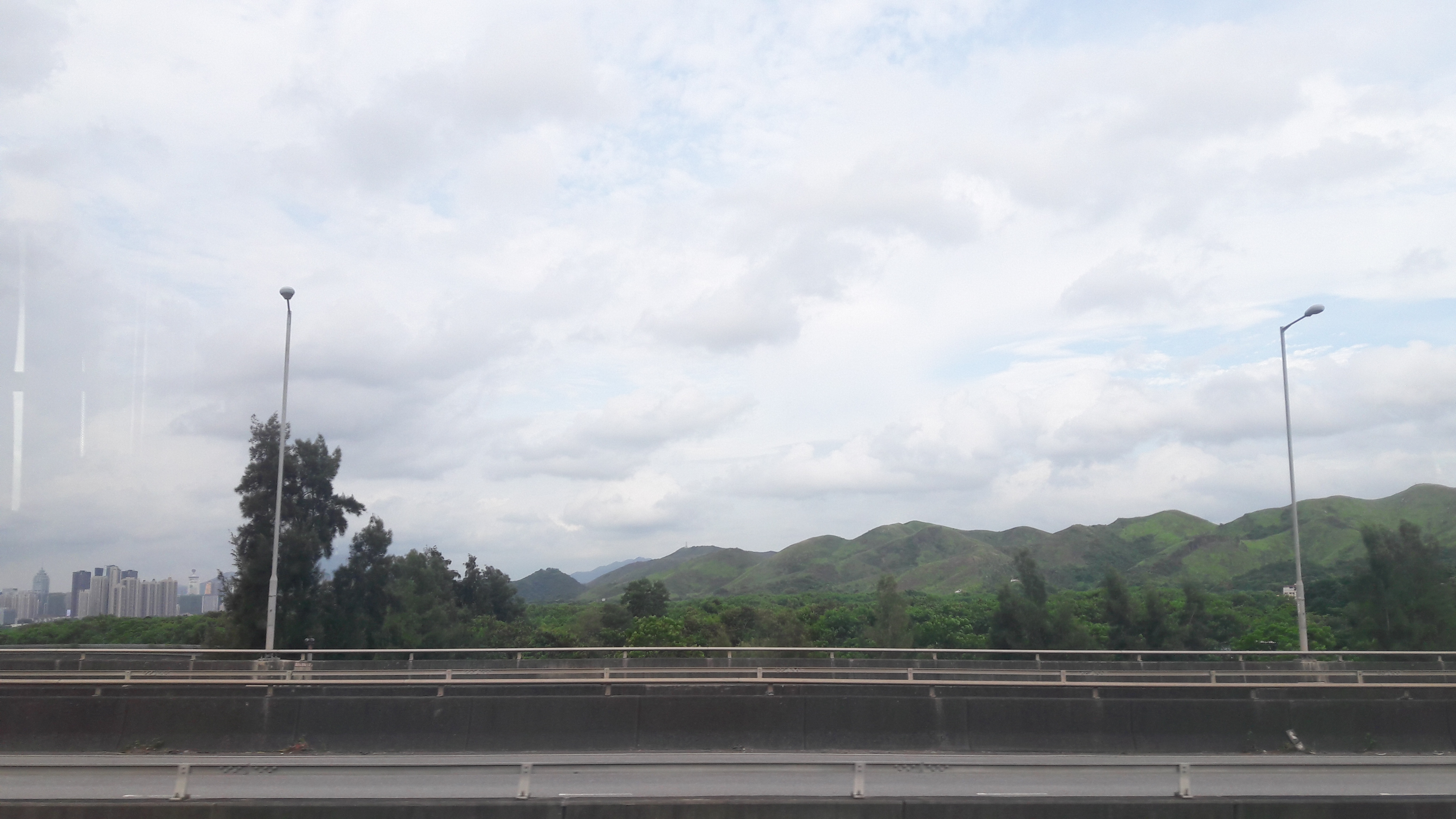
在落馬洲大橋上望向落馬洲河套地區